# Microtityus adriki
Espèce
Microtityus adriki est une espèce de scorpions de la famille des Buthidae.

## Distribution
Cette espèce est endémique du Roraima au Brésil. Elle se rencontre vers Cantá.

## Description
La femelle holotype mesure 15,72 mm et le mâle paratype 12,39 mm, les mâles mesurent de 12,39 à 15,20 mm et les femelles de 15,72 à 19,47 mm.

## Systématique et taxinomie
Cette espèce a été décrite par Moreno-González, Bertani et Carvalho en 2024.

## Étymologie
Cette espèce est nommée en l'honneur d'Adriano Brilhante Kury. 

## Publication originale
- Moreno-González, Bertani & Carvalho, 2024 : « On one of the smallest Amazonian scorpions: a new species of Microtityus Kjellesvig-Waering, 1966 (Scorpiones, Buthidae) from Brazil, with amended diagnosis and potential distribution analysis for the genus. » Zoosystema, vol. 46, no 10, p. 245-268.